# Belaja Kalitva
Belaja Kalitva è una città della Russia europea meridionale (oblast' di Rostov). È compresa amministrativamente nel rajon Belokalitvinskij, del quale è il capoluogo.
Sorge nella parte occidentale della oblast', presso la confluenza della Belaja Kalitva con il Severskij Donec, all'estremità nordorientale delle alture del Donec, 168 chilometri a nordest del capoluogo regionale Rostov sul Don.

## Storia
Venne fondata nel 1703 come stanica (insediamento cosacco), con il nome di Ust'-Belokalitvenskaja. Iniziò ad ampliarsi sensibilmente a partire dal 1900, quando venne collegata alla rete ferroviaria e oltre al nucleo originario si sviluppò un nuovo insediamento, chiamato Forštadt, nella zona della stazione.
Dopo essere stata rinominata Belaja Kalitva durante la Grande guerra patriottica, ottenne ufficialmente lo status di città nel 1958.

## Economia
La città è un importante centro estrattivo carbonifero, fra i più rilevanti del bacino del Donbass.